# Rocket Pictures
Rocket Pictures es una compañía cinematográfica británica fundada en 1996 por el cantante Elton John para producir proyectos de cine y televisión de temática familiar y musical.
La compañía se estableció en 1996 con un contrato de primera vista de diez años con The Walt Disney Company, un contrato de tres años con Paramount Pictures y un contrato actual con STX Entertainment.

## Filmografía

### The Walt Disney Company
- Elton John: Tantrums & Tiaras (1997)
- Women Talking Dirty (1999)
- It's a Boy Girl Thing (2006)
- Gnomeo & Julieta (2011)

### Paramount Pictures
- Sherlock Gnomes (2018)
- Rocketman (2019)

### STX Entertainment
- Joseph and the Amazing Technicolor Dreamcoat